# Fedor van Kregten

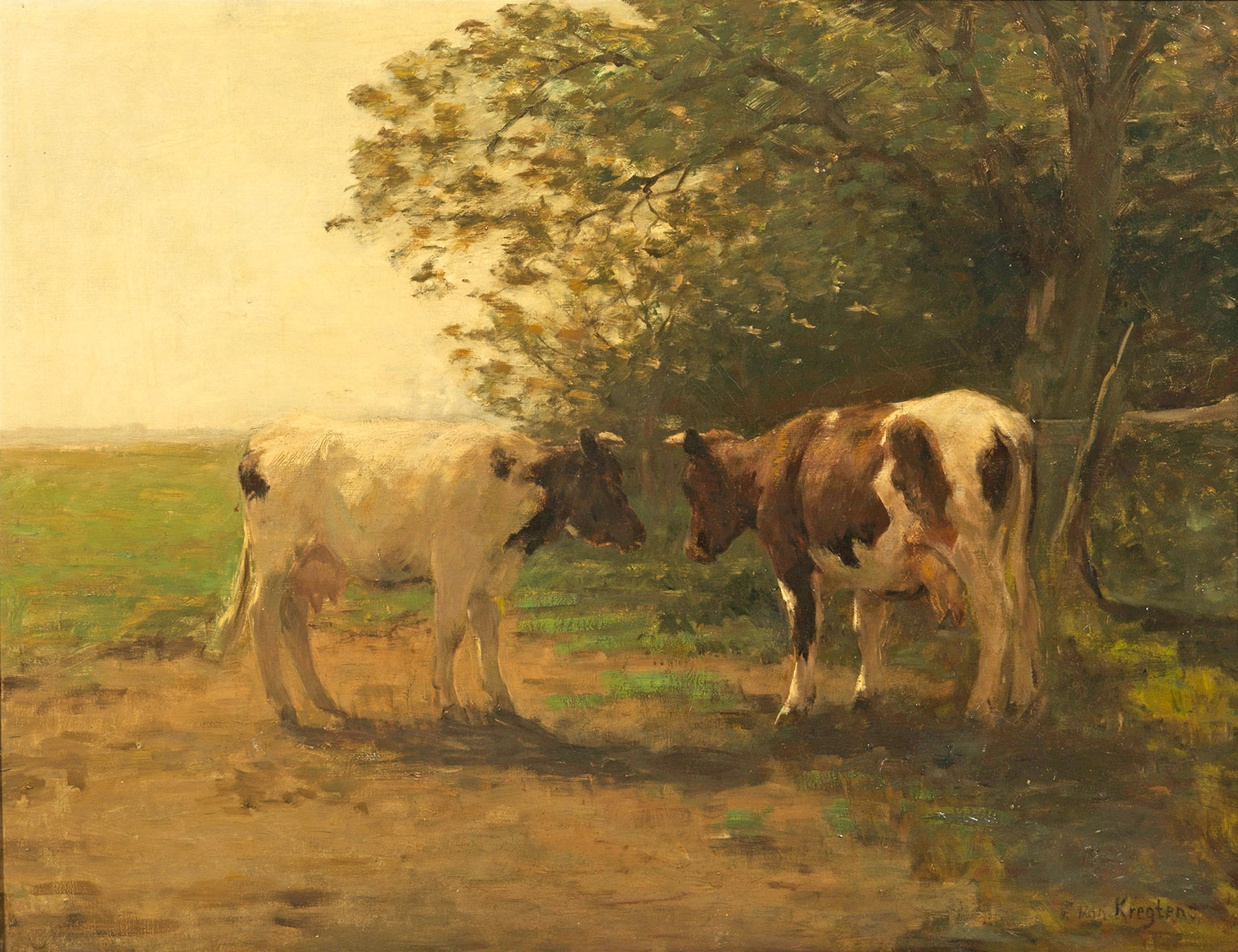
Een landschapsschildering van Fedor van Kregten, met kenmerkende koeien.

Johannes Aurelius Richard Fedor van Kregten beter bekend als Fedor van Kregten (16 januari 1871, Diever - 8 augustus 1937, Den Haag), was een Nederlands kunstschilder met een specialiteit in landschapsschilderingen, veelal met koeien, kalfjes en schaapskuddes.

## leven
Fedor van Kregten werd op 16 januari 1871 geboren als oudste zoon van Hermanus Jacobus van Kregten (1847-1938) en Anna Jufina Rienks (1845-1920). Fedors vader Hermanus was schoolmeester en werd in 1884 benoemd tot 'bovenmeester' in Notter, een buurtschap in de gemeente Wierden. Waarop het gezin met acht kinderen besloot om hier naartoe te verhuizen.
Na de lagere school en de middelbare school geniet Fedor van Kregten een opleiding aan de kweekschool in Goor. Aangemoedigd door zijn vader behaalt Fedor van Kregten in 1890 de onderwijsakte en verwerft hij een aanstelling als leerkracht in Averlo. In deze periode begint Fedor van Kregten steeds meer te twijfelen aan zijn roeping als onderwijzer en begint hij het kunstenaarsbestaan steeds verkieselijker te vinden. Desalniettemin soliciteert van Kregten in 1893 nog eenmaal op een baan als onderwijzer in het plaatsje Enter. Hij verkrijgt hier een aanstelling maar neemt direct na deze aanstelling ontslag. Zonder enige vorm van kunstonderricht besluit van Kregten op 22-jarige leeftijd om kunstschilder te worden.
Het begin van zijn schilderscarrière wordt gekenmerkt door veel schilderingen van het karakteristieke landschap van Overijssel en Drenthe. Daarenboven onderscheidde van Kregten zich door natuurgetrouwe schilderingen van koeien, varkens, schapen, paarden en kalveren. Achter zijn atelier hield hij zelfs een kalf zodat hij de anatomie van het dier nauwkeurig en in alle rust kon bestuderen.
Van Kregten is in zijn leven twee keer getrouwd geweest. Zijn eerste huwelijk, met de drie jaar oudere Catharina Johanna ten Bruggencate, werd in 1895 voltrokken. Uit dit huwelijk worden twee kinderen geboren. Zijn tweede huwelijk, met de vijftien jaar jongere Geertruida Leeman, voltrekt zich in 1918. Door het sociale netwerk van zijn tweede echtgenote komt van Kregten in contact met de  Rotterdamse rederij KRL. De reizen die hij via deze rederij kan ondernemen naar Zuid-Europa en Noord-Afrika vormen de kern van zijn latere werk.
Na een lang ziekbed overlijdt Fedor van Kregten op 8 augustus 1937 in het Zuidwal Ziekenhuis in Den Haag. Kort na zijn overlijden wordt hij ter aarde besteld op de Haagse begraafplaats Nieuw Eykenduynen.

## Kunst
In zijn kunst bouwde Fedor van Kregten voort op de tradities van de Haagse School. Zijn schildersleven kan onderverdeeld worden in vier periodes:
1. ± 1890 tot 1905: De zogeheten Overijselse en Drentse periode. Deze periode wordt gekenmerkt door schilderingen van landschappen met dieren. In deze tijd had van Kregten een voorkeur voor het uitbeelden van koeien aan een sloot- of waterkant. Daarnaast maakte hij in deze periode veelvuldig portretten van zijn familie.
2. ±1906 tot 1926: Deze periode wordt ook wel zijn Haagse periode genoemd. De Haagse periode wordt gekenmerkt door Hollandse landschappen en duinlandschappen. Binnen deze landschappen was er nog steeds veel aandacht voor dieren maar in tegenstelling tot zijn vroegere periode kwam hier de nadruk op het landschap zelf te liggen, de afgebeelde dieren vervulde hier een bijrol.
3. 1926: De derde periode in het schildersleven van van Kregten wordt gesitueerd rond 1926. In dit jaar maakt van Kregten een reis naar Spanje en Marokko. Hieruit volgen vele schilderingen van de inheemse bevolking, kamelen en stadsgezichten.
4. 1926 tot 1937: De vierde periode wordt gekenmerkt door een mistroostige stemming. Van Kregten geeft in deze periode zijn schilderijen vorm in grijze en okerkleurige vlakken. In deze laatste periode overheerst een triestige stemming en betreffen zijn schilderingen veelal vergankelijke onderwerpen.

## Trivia
- In de gemeente Wierden werd op 5 november 2012 een tunnel geopend die vernoemd is naar Fedor van Kregten.